# Dãy núi Rangrim
Dãy núi Rangrim (Hán-Việt: dãy núi Lang Lâm) là một dãy núi chạy dài theo chiều bắc-nam, nằm ở phía tây cao nguyên Kaema tại miền trung Cộng hòa Dân chủ Nhân dân Triều Tiên. Nó là nơi bắt nguồn của một số con sông lớn tại Bắc Triều Tiên, như sông Đại Đồng và sông Chongchon. Dãy núi này nói chung cao hơn về phía đông, và thấp dần về phía tây. Đỉnh cao nhất trong dãy núi này là Wagalbong, có độ cao 2.260 m.

## Tên gọi
Các tên gọi Rangrim và Nangnim tương ứng là các kiểu phát âm của cùng một tên gọi trong các phương ngữ miền bắc và nam của tiếng Triều Tiên. Các khác biệt này được phản ánh trong cách viết dưới các dạng tiêu chuẩn của tiếng Triều Tiên sử dụng tại Bắc Triều Tiên và Nam Triều Tiên.